# Parasitisme (droit)

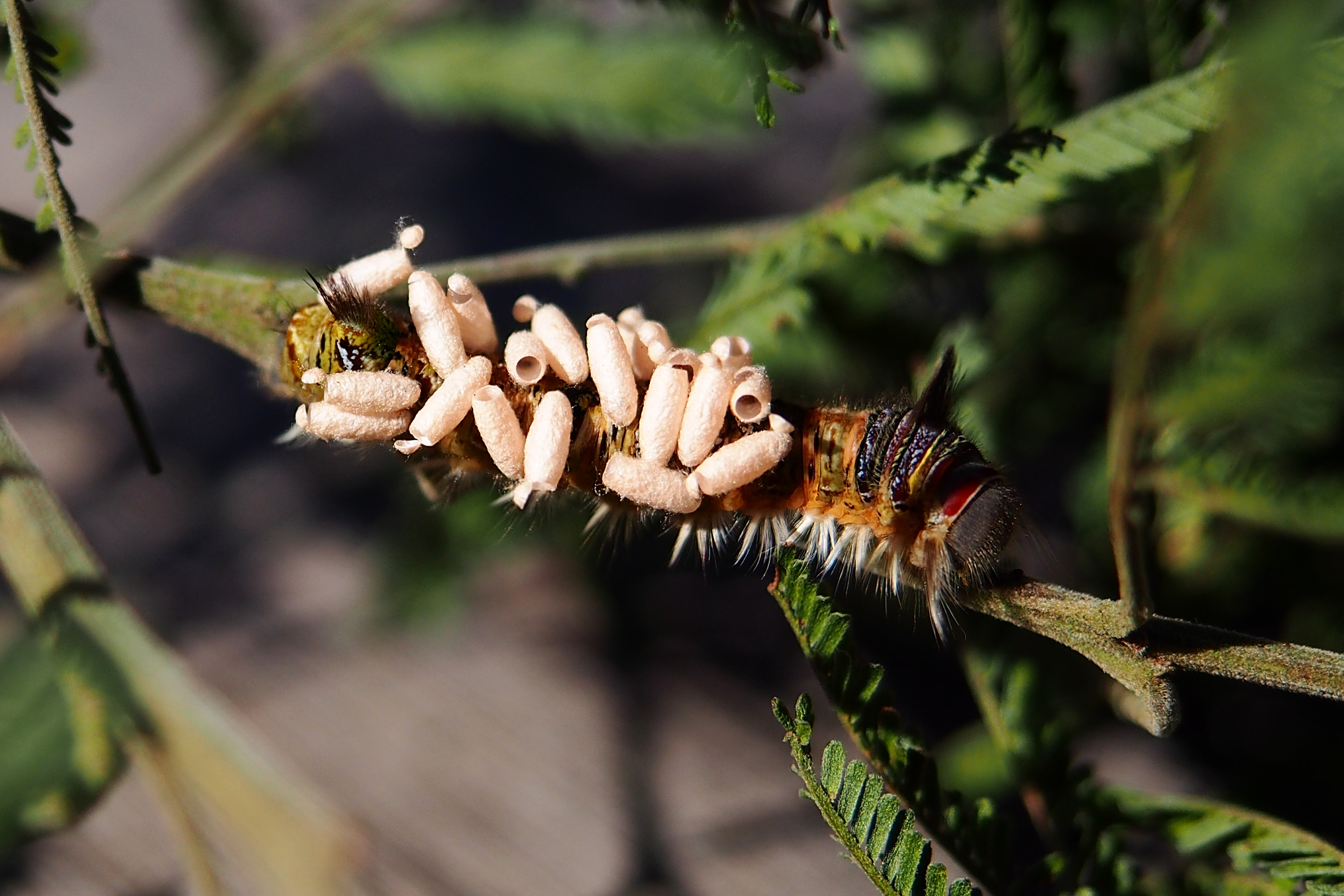
Image de parasites en parasitisme

Le parasitisme est en droit de la concurrence une manœuvre d'un commerçant par laquelle ce dernier cherche à tirer profit de la réputation d'un de ses concurrents ou des investissements effectués par celui-ci, notamment en usurpant sa notoriété ou son savoir-faire en créant une confusion dans l'esprit de la clientèle
,,.
Le parasitisme juridique tire son nom et sa définition du parasitisme social  ou biologique.
En droit français, le parasitisme est utile lorsqu'il y aurait assez de différences entre les produits des entreprises (concurrentes ou non) pour qu’une accusation de plagiat ne puisse se faire.
La situation de parasitisme inclut deux acteurs : l’entreprise parasitaire (l’offense) et l’entreprise parasitée (la défense). Lorsqu'il y a une situation de concurrence entre les deux entreprises, on parle de comportement parasitaire ; sinon, il s’agit d’un agissement parasitaire.
Un comportement ou agissement parasitaire ne peut être sanctionné qu'à la condition qu'il y ait des bénéfices imposants d'une part et une appropriation du savoir-faire de l’entreprise parasitée d'autre part. Le parasitisme doit aussi être prouvé, le plus souvent à partir de données mesurables telles que la comparaison de l'évolution du chiffre d'affaires des deux entreprises.
Le parasitisme s’infiltre dans beaucoup de domaines peu soupçonnés. Certes, il est sans aucun doute utilisé dans le luxe, mais aussi dans le design alimentaire, la mode vestimentaire, qu'elle soit sportive ou de haute couture, l’audiovisuel et plus encore,,.